# Spathia
Spathia là một chi thực vật có hoa trong họ Hòa thảo (Poaceae).

## Loài
Chi Spathia gồm các loài: